# Франсіско Хосе Карраско
Франсіско Хосе Карраско (ісп. Francisco José Carrasco, нар. 6 березня 1959, Алькой) — іспанський футболіст, що грав на позиції нападника. По завершенні ігрової кар'єри — тренер.
Виступав, зокрема, за клуби «Барселона» та «Сошо», а також національну збірну Іспанії.
Триразовий володар Кубка Іспанії з футболу. Чемпіон Іспанії. Триразовий володар Кубка Кубків УЄФА. 

## Клубна кар'єра
У дорослому футболі дебютував 1979 року виступами за команду клубу «Барселона», в якій провів десять сезонів, взявши участь у 262 матчах чемпіонату. Більшість часу, проведеного у складі «Барселони», був основним гравцем атакувальної ланки команди. За цей час виборов титул чемпіона Іспанії, ставав володарем Кубка Кубків УЄФА (тричі).
До складу клубу «Сошо» приєднався 1989 року. Відіграв за команду із Сошо наступні три сезони своєї ігрової кар'єри. Граючи у складі «Сошо» також здебільшого виходив на поле в основному складі команди.
Завершив професійну ігрову кар'єру у клубі «Фігерас», за команду якого виступав протягом 1992 року.

## Виступи за збірну
У складі юнацької збірної Іспанії провів 2 матчі забив один гол. На молодіжному рівні провів 7 матчів забив один гол.
1980 року дебютував в офіційних матчах у складі національної збірної Іспанії. Протягом кар'єри у національній команді, яка тривала 7 років, провів у формі головної команди країни 35 матчів, забивши 5 голів.
У складі збірної був учасником чемпіонату Європи 1980 року в Італії, чемпіонату Європи 1984 року у Франції, де разом з командою здобув «срібло», чемпіонату світу 1986 року у Мексиці.

## Кар'єра тренера
Розпочав тренерську кар'єру, повернувшись до футболу після тривалої перерви, 2005 року, очоливши тренерський штаб клубу «Малага Б».
Наразі останнім місцем тренерської роботи був клуб «Реал Ов'єдо», головним тренером команди якого Франсіско Хосе Карраско був з 2007 по 2008 рік.

## Титули і досягнення
- Чемпіон Іспанії (1):

«Барселона»: 1984—1985
- Володар Кубка Іспанії (4):

«Барселона»: 1980—1981, 1982—1983, 1985—1986, 1987—1988
- Володар Кубка іспанської ліги (2):

«Барселона»: 1983, 1986
- Володар Суперкубка Іспанії (1):

«Барселона»: 1983
- Володар Кубка Кубків УЄФА (3):

«Барселона»: 1978—1979, 1981—1982, 1988—1989
Збірні
- Віце-чемпіон Європи: 1984